# Got Me Started
«Got Me Started» —en español: «Me puso en marcha»— es un sencillo interpretado por el cantante australiano Troye Sivan. Lanzada a través de Capitol Records, es el segundo sencillo de su tercer álbum Something to Give Each Other. Fue lanzado el 20 de septiembre de 2023.

## Composición
Sivan explicó: “Cuando estábamos escribiendo esta canción, insistí en usar 'Shooting Stars'; seguí tarareándola en el estudio. Es una muestra enorme y fue una gran petición; y supe que nunca lo habían aprobado en el pasado. Así que estoy encantado con la oportunidad de probar esa pista porque esta canción es icónica para mí. Y luego tenemos a Ian Kirkpatrick en producción, que es un genio. Me encanta su trabajo: tenía el plan de grabar la voz a una velocidad más lenta y luego acelerarla y, en última instancia, eso es lo que se escucha en el estribillo. Al instante me encantó cómo sonaba”.  
Sivan explicó que probar "Shooting Stars" fue algo natural mientras su equipo trabajaban en la canción en el estudio, pero que en realidad no creía que Bag Raidersle permitiría usar la pista en la versión final. Sivan afirmó que “fue una de las primeras canciones que escribimos para el álbum y simplemente se quedó. Bag Raiders dijeron: 'Por cierto, hemos recibido cientos de solicitudes y nunca dijimos 'sí', así que no arruines esto'. Y yo dije: 'Te lo prometo, voy a hacer un video'. Va a ser enfermizo.' Realmente creo en esto”.

## Video musical
El vídeo musical fue dirigido por Gordon von Steiner, se lanzó al mismo tiempo que el sencillo el 20 de septiembre. Filmado en Bangkok, Tailandia, el video incluye varios clips de Sivan, en los que aparece caminando y corriendo por la ciudad, sentado desnudo en una casa de baños, volando por el costado de un edificio y realizando coreografías con varios bailarines. El vídeo también incluye cameos del también artista de grabación de UMG, PP Krit, y de las artistas drag tailandesas Angele Anang y Année Maywong.
Sivan explicó: “Hay una especie de repetición cuando el sintetizador regresa al final del video, cuando siento que me arrastran hacia el edificio y hay un nuevo patrón de batería y para mí fue perfecto. Fue el momento de euforia de esa libertad total de darte cuenta de que estás completamente bien por ti mismo y que además este no es un momento de tristeza, sino un momento de infinitas posibilidades”. 

## Posicionamiento
| Listas (2023)                               | Mejor posición |
| ------------------------------------------- | -------------- |
| Australia (ARIA)                            | 21             |
| Irlanda (IRMA)                              | 28             |
| Japan Hot Overseas (Billboard Japan)        | 14             |
| Latvia (EHR)                                | 20             |
| Netherlands (Single Tip)                    | 18             |
| New Zealand Hot Singles (RMNZ)              | 3              |
| South Korea BGM (Circle)                    | 62             |
| South Korea Download (Circle)               | 169            |
| Heatseeker (Sverigetopplistan)              | 2              |
| Reino Unido (UK Singles Chart)              | 34             |
| Estados Unidos (Hot Dance/Electronic Songs) | 5              |